# رینجلی (کلرادو)
رینجلی (به انگلیسی: Rangely) شهری در ایالت کلرادو کشور ایالات متحده آمریکا است که جمعیت آن در سرشماری سال ۲۰۱۰ میلادی، ۲٬۳۶۵ نفر بوده‌است.